# Confederación de Fútbol de Oceanía
La Confederación de Fútbol de Oceanía (en inglés, Oceania Football Confederation; en francés, Confédération du football d'Océanie), también conocida por su acrónimo OFC, es la confederación de asociaciones nacionales de fútbol en Oceanía. Es el máximo ente de este deporte en el continente y una de las seis confederaciones pertenecientes a la FIFA. Fue fundada el 15 de noviembre de 1966 y su sede central se encuentra en Auckland, Nueva Zelanda. Organiza la Copa de las Naciones de la OFC y el torneo clasificatorio para la Copa Mundial de Fútbol, así como también la Liga de Campeones de la OFC, que concede una plaza para la Copa Mundial de Clubes de la FIFA, además del Campeonato Femenino y las distintas competiciones con límite de edad en ambas ramas.
Las selecciones oceánicas han participado en cuatro mundiales a través de los combinados de Australia, en 1974 y 2006 y de Nueva Zelanda en 1982 y 2010. Aunque en 2006 la Federación de Fútbol de Australia ya era miembro de la Confederación Asiática de Fútbol se computó su participación por la OFC, ya que su selección accedió mediante las eliminatorias de esta confederación.
La OFC es la única confederación que, con el formato actual, no cuenta con una plaza para participar de manera directa en la Copa del Mundo (en 2026 será una plaza y una repesca). De las cuatro intervenciones en los mundiales, la mejor actuación ha sido la del seleccionado australiano en 2006 al disputar los octavos de final. En las demás ocasiones, ni Australia ni Nueva Zelanda consiguieron superar la fase inicial. De los trece partidos jugados en mundiales solamente han ganado uno —Australia en 2006, 3 a 1 a Japón—. En contraste con ello, Nueva Zelanda ha sido la única selección oceánica en culminar invicta una participación mundialista, en Sudáfrica 2010 al empatar en sus tres partidos.
A nivel continental, los integrantes de los All Whites —denominación de la selección neozelandesa— son los que han ganado más títulos en la Copa de las Naciones de la OFC, así como en las categorías Sub-20 y Sub-17. En fútbol femenino, la selección neozelandesa ha ganado todos los torneos continentales organizados por la OFC. En cambio, en fútbol sala el seleccionado de las Islas Salomón es el que predomina desde la partida de Australia a la AFC (2006), ya que ha conquistado todas las ediciones del Campeonato de Futsal de la OFC que se han disputado. En fútbol de playa, el combinado de Tahití consiguió la cuarta colocación en la edición 2013 y el subcampeonato en 2015 y 2017.
En el ámbito de las competiciones continentales entre clubes, los conjuntos de Australia y Nueva Zelanda han prevalecido en todas las ediciones de la Liga de Campeones de la OFC —el torneo de clubes más importante del continente— excepto en la temporada 2009-10, cuando el Hekari United de Papúa Nueva Guinea logró imponerse y la temporada 2019 cuando la ganó el Hienghène Sport de Nueva Caledonia.

## Historia

### Inicios

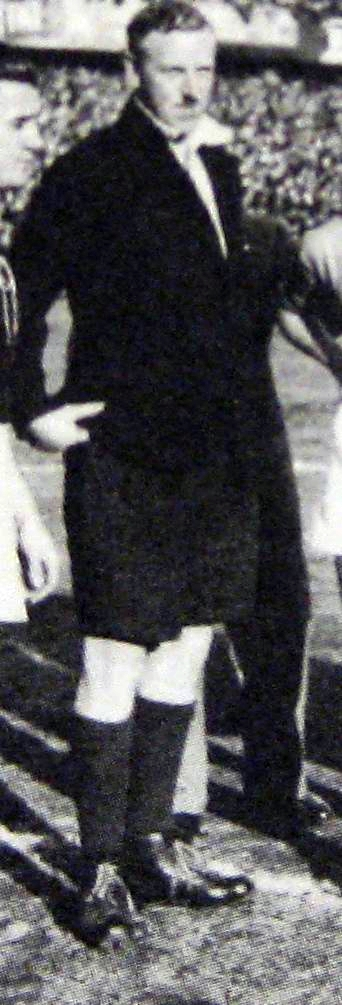
Stanley Rous, presidente de la FIFA que impulsó la creación de una confederación oceánica.

La idea de conformar una federación regional se originó en 1964 cuando Stanley Rous (presidente de la FIFA), Jim Bayutti (presidente de la Federación de Fútbol de Australia) y Sid Guppy (presidente de la Asociación de Fútbol de Nueva Zelanda) se encontraron en Tokio, Japón con ocasión de los Juegos Olímpicos de ese año. El proyecto nació finalmente dos años después, en 1966, al agruparse las federaciones de Australia, Nueva Zelanda, Fiyi y Papúa Nueva Guinea. Nueva Caledonia también estuvo asociada con el proyecto inicial, pero no pudo integrarse sino hasta años más tarde, al obtener autonomía deportiva respecto de Francia. En la década de 1980 las federaciones de Samoa, Niue, Islas Salomón y Vanuatu ingresaron a la confederación. En los años 1990 entraron la Polinesia Francesa (en la FIFA y la OFC es conocida como Tahití), Islas Cook, Tonga y Samoa Americana. Al llegar la primera década del siglo XXI, Tuvalu y Kiribati se adhirieron a la confederación continental. Las asociaciones de Tuvalu y Kiribati son miembros asociados (Niue dejó de serlo en 2021), por no ser miembros de la FIFA, y por lo tanto, no pueden participar en torneos organizados por dicha federación, además de que las ligas de estos países no poseen un cupo para la Liga de Campeones de la OFC.
Entre 1966 y 1986 la OFC organizaba sus clasificatorias continentales junto con Asia. Durante este proceso se dieron dos participaciones oceánicas en la máxima cita mundialista. En 1973, Australia consiguió el pasaje para la Copa Mundial de la FIFA Alemania 1974, donde perdió dos encuentros e igualó solamente uno ante Chile. En 1982, fue el turno de Nueva Zelanda de afrontar un Mundial luego de una complicada fase de clasificación, en la que logró una histórica victoria ante su par de Australia y un abultado 5-0 ante Arabia Saudita cuando ese era el único resultado que le servía a los Kiwis. Sin embargo, la actuación mundialista de los All Whites derivó en tres abultadas derrotas.
En 1987 se crearon dos competiciones a nivel de clubes, el Campeonato de Clubes de Oceanía y la Copa de Ganadores de Copa de la OFC. El primer torneo agrupaba a los campeones de las ligas y el segundo a los ganadores de las respectivas copas, pero ambos campeonatos tuvieron diversos problemas en sus primeras ediciones, como la falta de interés de la población reflejada en la baja asistencia a los partidos, la escasez de infraestructura y el nivel amateur de los clubes participantes, y se complicó su continuidad. Finalmente, se realizaron cuatro ediciones más del Campeonato de Clubes de Oceanía entre 1999 y 2006 y este se fue profesionalizando hasta convertirse en la actual Liga de Campeones de la OFC, pero la Copa de Ganadores de Copa de la OFC no se volvió a realizar y desapareció como torneo.

### Partida de Australia y auge de los demás países

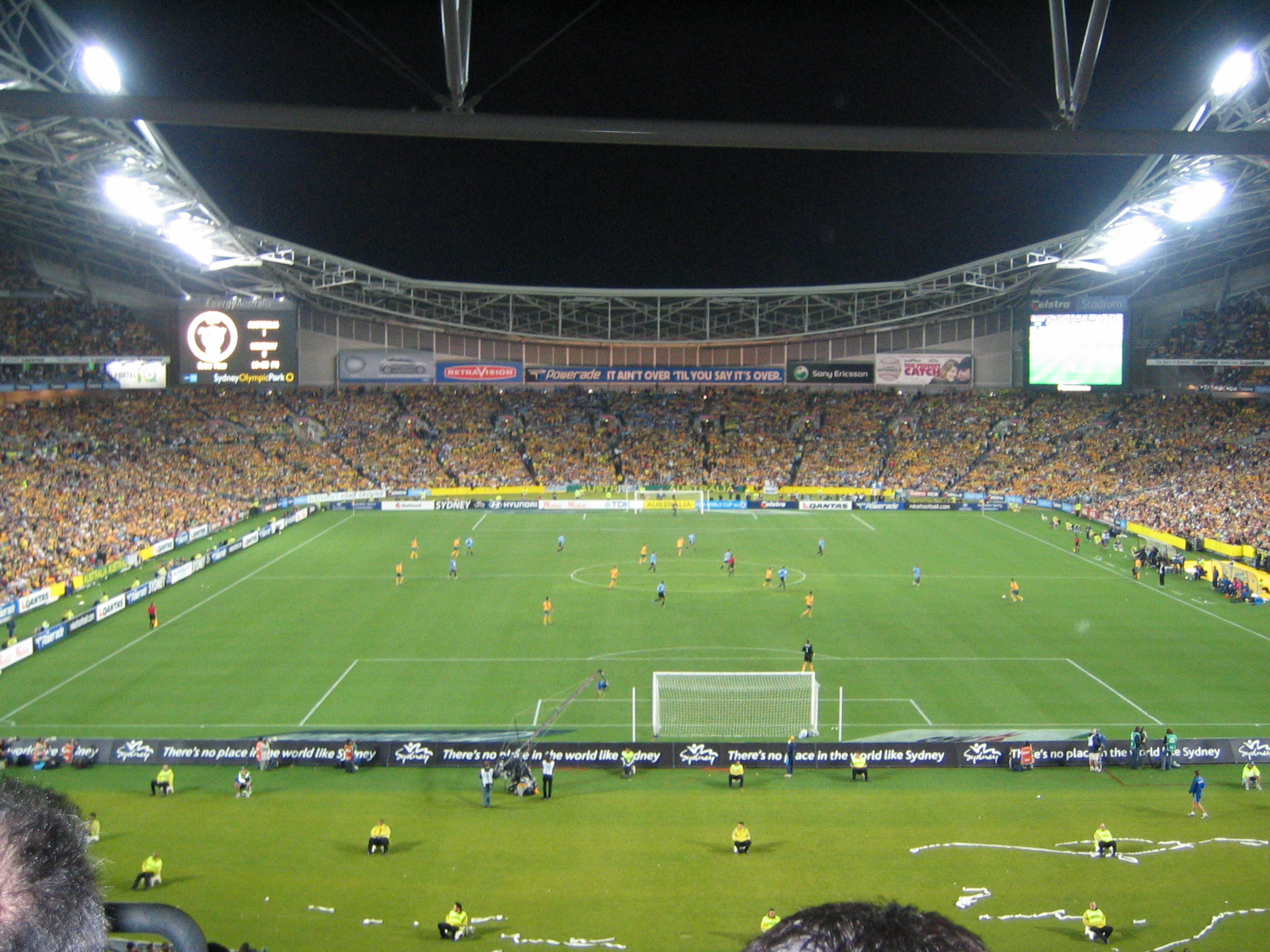
Imagen del repechaje entre Australia y por un lugar en la Copa Mundial Alemania 2006.

En 2006, Australia abandonó la OFC para unirse a la Confederación Asiática. Reynald Temarii, presidente de la Confederación de Fútbol de Oceanía en ese entonces, expresó que la ida australiana era necesaria para el crecimiento del fútbol continental. Con la salida de Australia, las cosas cambiaron en los países más pequeños asociados a esta confederación. La prueba de ello es que para la Copa Mundial de Fútbol Playa las Islas Salomón y Tahití representaron a la OFC, y para el Mundial de fútbol sala también clasificó la representación de las Islas Salomón.
Por otro lado, la selección de Tahití ganó la eliminatoria para la Copa Mundial de Fútbol Sub-20 de 2009 realizada en Egipto, siendo la primera selección exceptuando a Australia y Nueva Zelanda en lograr clasificar a un torneo FIFA de fútbol. En ese torneo, fue goleada 8-0 por España, cayó por el mismo resultado contra Venezuela y quedó finalmente eliminada al ser derrotada por 5-0 contra Nigeria.

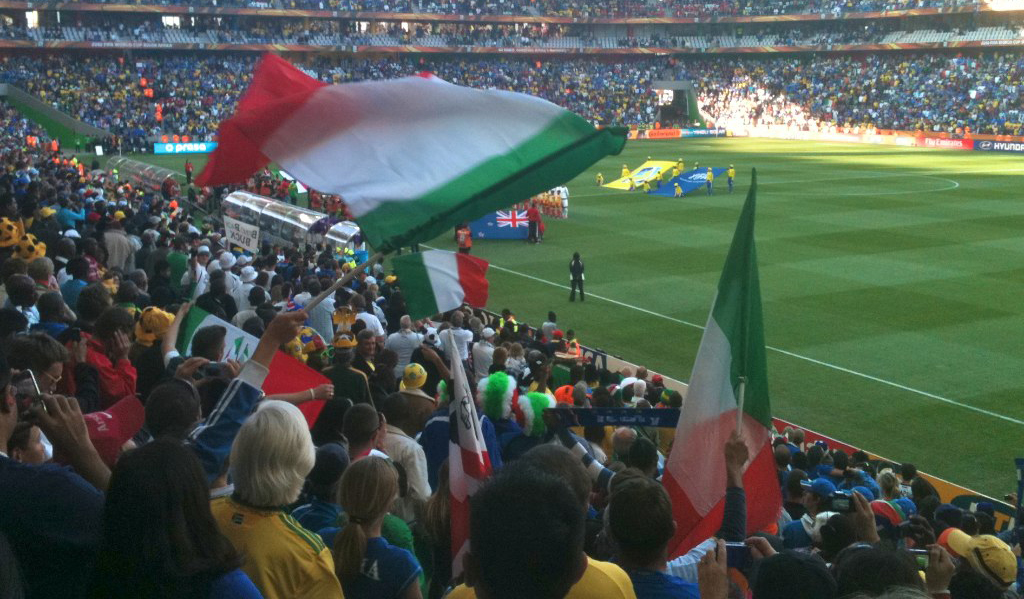
Canto del himno neozelandés durante el encuentro entre Nueva Zelanda e por el Mundial de Sudáfrica 2010.

La selección de Nueva Zelanda logró clasificarse a la Copa Mundial de Fútbol de 2010, donde realizó un digno papel en representación de la OFC, ya que los All Whites empataron sus tres encuentros ante rivales de mayor jerarquía futbolística como Italia, Paraguay y Eslovaquia, lo que dejó a Nueva Zelanda como la única selección oceánica con una participación invicta en una Copa Mundial de Fútbol.
La confederación realiza cursos para entrenadores, árbitros, asistentes y médicos. También hay un proyecto llamado Just Play, que está destinado a jóvenes de 6 a 12 años y promueve el desarrollo físico relacionado con la vida saludable y el desenvolvimiento en una comunidad. Los 1475 entrenadores, instructores y encargados que trabajan en este programa reciben entrenamiento de la OFC para que los 106.000 niños que integran Just Play puedan aprender correctamente a jugar al fútbol como medio para relacionarse con sus pares y desarrollar una vida correcta. Cuenta con el apoyo del gobierno de Australia, su federación de fútbol y su comisión de deportes.
Inclusive se creó un programa televisivo en línea, la OFC TV, para poder cubrir todos los partidos de las competiciones oficiales. Al principio era solamente para poder mostrar un resumen de cada encuentro, pero en 2012 se volvió un canal que televisa los partidos de las principales copas vía internet a cambio de que el usuario abone una cantidad de dinero en dólares neozelandeses. La primera de dichas competiciones fue la Copa de las Naciones de la OFC de ese año. A esta transmisión en línea se le sumó la cobertura de todas las competiciones, siendo la primera de ellas el Campeonato de Futsal por parte de Sommet Sports, un canal televisivo neozelandés libre al aire —único en el país— que televisa diversas competiciones deportivas.
En 2013, la selección de fútbol playa de Tahití logró la cuarta colocación en la Copa Mundial, que se organizó en la Polinesia Francesa; tras caer por penales ante Brasil, convirtiéndose en el primer equipo nacional de la Polinesia en lograr finalizar entre los cuatro mejores de un campeonato FIFA; y el primer seleccionado oceánico que llegó a las semifinales desde que Australia alcanzara el tercer puesto en la Copa FIFA Confederaciones 2001. Dos años después, el elenco tahitiano llegó aún más lejos al alcanzar la final en la Copa Mundial de Fútbol Playa FIFA 2015 en Portugal, donde perdió ante la selección local por 5:3. Fue la primera final que disputó un equipo representativo de Oceanía desde que Australia llegara a la instancia decisiva en la Copa FIFA Confederaciones 1997. Entre medio, el Auckland City neozelandés consiguió el tercer lugar en la Copa Mundial de Clubes de la FIFA 2014 disputada en Marruecos, luego de ganarle al Cruz Azul el partido por dicha colocación.
Por otra parte, Fiyi consiguió la primera victoria para un seleccionado sub-20 en el Copa Mundial de la categoría 2015 al vencer a Honduras por 3:0. Más adelante, Nueva Zelanda haría lo propio al golear a Birmania 5:1. Los neozelandeses lograron superar la fase de grupos por primera vez, pero fueron eliminado en octavos de final. Ese mismo año el combinado neozelandés sub-17 alcanzó los octavos de final del Mundial, donde quedó eliminado por un penal convertido por Brasil en el minuto 94. Entre medio de ambos torneos la OFC recibió un cupo extra tanto para el torneo sub-20 como para el sub-17, totalizando dos lugares en ambas competiciones.

## Miembros asociados

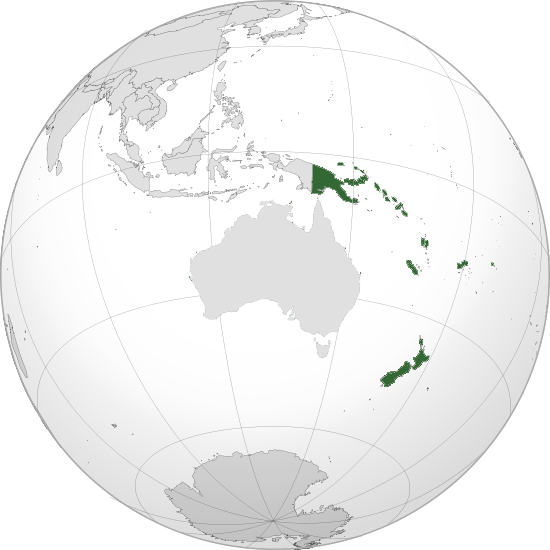
Países afiliados a la OFC.

Mapa de las confederaciones asociadas a la FIFA.

La OFC posee 11 miembros plenos, solo un seleccionado más que la Confederación de fútbol más pequeña (Conmebol, con 10 miembros). Contabilizando a los seleccionados asociados a la OFC, pero sin ser miembros plenos por no estar afiliados a la FIFA, su cantidad de miembros es de 13 selecciones.
A su vez, otras dos federaciones nacionales de Oceanía se encuentran asociadas a la OFC sin ser miembros plenos de la confederación. Al no estar afiliadas a la FIFA, no pueden participar en las eliminatorias de ninguna competición que organiza la FIFA, pero sí en torneos de la OFC. Tampoco tiene representación en el congreso de la confederación.
También existen casos de selecciones que deberían estar asociadas a la OFC, pero prefirieron partir hacia otras confederaciones: Australia, Guam, Islas Marianas del Norte y Palaos.
| Selección             | Federación                                 | Fundación | Ingreso OFC | Ingreso FIFA | Selecciones  |
| --------------------- | ------------------------------------------ | --------- | ----------- | ------------ | ------------ |
| Fiyi                  | Asociación de Fútbol de Fiyi               | 1938      | 1966        | 1963         | M, F, FS, FP |
| Islas Cook            | Asociación de Fútbol de las Islas Cook     | 1971      | 1994        | 1994         | M, F, FS, FP |
| Islas Salomón         | Federación de Fútbol de las Islas Salomón  | 1978      | 1988        | 1988         | M, F, FS, FP |
| Nueva Caledonia       | Federación de Fútbol de Nueva Caledonia    | 1928      | 1969        | 2004         | M, F, FS, FP |
| Nueva Zelanda         | Asociación de Fútbol de Nueva Zelanda      | 1891      | 1966        | 1948         | M, F, FS, FP |
| Papúa Nueva Guinea    | Asociación de Fútbol de Papúa Nueva Guinea | 1962      | 1966        | 1963         | M, F, FS     |
| Samoa                 | Federación de Fútbol de Samoa              | 1968      | 1986        | 1986         | M, F, FS     |
| Samoa Americana       | Federación de Fútbol de Samoa Americana    | 1984      | 1998        | 1998         | M, F         |
| Tahití                | Federación Tahitiana de Fútbol             | 1989      | 1990        | 1990         | M, F, FS, FP |
| Tonga                 | Asociación de Fútbol de Tonga              | 1965      | 1994        | 1994         | M, F         |
| Vanuatu               | Federación de Fútbol de Vanuatu            | 1934      | 1988        | 1988         | M, F, FS, FP |
| Selecciones asociadas |                                            |           |             |              |              |
| Islas Kiribati        | Asociación de Fútbol de las Islas Kiribati | 1979      | 2008        | -            | M, F, FS     |
| Tuvalu                | Asociación Nacional de Fútbol de Tuvalu    | 1976      | 2006        | -            | M, F, FS     |

### Asociaciones de Oceanía que no son miembros
| Selección                | Confederación actual | Motivo |
| ------------------------ | -------------------- | --- |
| Australia                | AFC                  | Australia perteneció a la OFC desde 1966. Durante muchos años, lideró el fútbol de Oceanía desde su fundación, donde solo Nueva Zelanda aparecía como un rival con cierta importancia. Por ello, Australia renunció a la OFC en 2006 y se integró a la Confederación Asiática de Fútbol como forma de participar en torneos más competitivos.                                                             |
| Guam                     | AFC                  | El archipiélago de Guam, ubicado en la región de Micronesia y por lo tanto parte de Oceanía. Se afilió a la AFC para que el fútbol en su país pudiera tener un ritmo más competitivo. |
| Islas Marianas del Norte | AFC                  | Los archipiélagos de las Islas Marianas del Norte ubicados en la región de Micronesia y por lo tanto parte de Oceanía. En un principio estaban afiliados a la OFC, sin embargo, en 2009 decidieron transferirse a la AFC por la misma razón que Guam. |
| Palaos                   | Ninguna              | Palaos debía competir en la Confederación de Fútbol de Oceanía, por ser uno de los cuatro países insulares que componen la Micronesia. Pero la Asociación de Fútbol de Palaos ingresó en 2007 y estuvo solo 2 años en la OFC. Pidió en 2009 el ingreso a la Confederación Asiática de Fútbol, pero dicha confederación no aceptó su ingreso por lo que, hasta hoy en día, se encuentra sin confederación. |

### Miembros plenos anteriores
- Australia: La Federación de Fútbol de Australia (FFA) fue uno de los fundadores de la OFC en 1966. En 2006 dejó la Confederación de Fútbol de Oceanía y se asoció a la Confederación Asiática de Fútbol.[38]
- China Taipéi: La Asociación de Fútbol de China Taipéi (AFCT) llegó a la OFC en 1975 luego de ser expulsada de la AFC. Se destacó en el fútbol femenino ganando dos veces el Campeonato Femenino de la OFC. En 1989 volvió a la AFC.[39]

### Miembros asociados anteriores
- Israel: la Asociación de Fútbol de Israel (IFA) recaló en la Confederación de Fútbol de Oceanía después de abandonar la AFC. Jugaba únicamente como miembro provisional hasta que en 1994 fue aceptada en la UEFA.[40]
- Islas Marianas del Norte: la Asociación de Fútbol de las Islas Marianas del Norte (NMIFA) fue miembro de la OFC hasta que en 2009 se transfirió a la Confederación Asiática de Fútbol.[41]
- Palaos: la Asociación de Fútbol de Palaos (PFA) ingresó en 2007 y estuvo solo dos años en la OFC, hasta que en 2009 tuvo un intento fallido de pasarse a la AFC a través de la Federación del Este de Asia, quedando sin confederación.
- Niue: la Asociación de Fútbol de la Isla de Niue ingresó en 2007, pero, tras más de una década de inactividad, perdió su condición de miembro asociado en 2021.[42]

## Competiciones organizadas por la OFC

### Torneos de selecciones
- Incluye torneos descontinuados.[43]

|                       | Torneo                                              | Última edición          | Campeón vigente    |
| --------------------- | --------------------------------------------------- | ----------------------- | ------------------ |
| Selecciones absolutas |                                                     |                         |                    |
|                       | Copa de las Naciones de la OFC                      | Fiyi y Vanuatu 2024     | Nueva Zelanda      |
|                       | Copa de Naciones Femenina de la OFC                 | Fiyi 2022               | Papúa Nueva Guinea |
|                       | Clasificación de OFC para la Copa Mundial de Fútbol | Catar 2022              | Nueva Zelanda      |
| Selecciones juveniles |                                                     |                         |                    |
|                       | Torneo Preolímpico de la OFC                        | Nueva Zelanda 2023      | Nueva Zelanda      |
|                       | Torneo Preolímpico Femenino de la OFC               | Samoa 2024              | Nueva Zelanda      |
|                       | Campeonato Sub-20 de la OFC                         | Samoa 2024              | Nueva Zelanda      |
|                       | Campeonato Femenino Sub-20 de la OFC                | Fiyi 2023               | Nueva Zelanda      |
|                       | Campeonato Sub-17 de la OFC                         | Polinesia Francesa 2024 | Nueva Zelanda      |
|                       | Campeonato Femenino Sub-17 de la OFC                | Fiyi 2024               | Nueva Zelanda      |
| Fútbol sala           |                                                     |                         |                    |
|                       | Copa de Naciones de Futsal de la OFC                | Nueva Zelanda 2023      | Nueva Zelanda      |
|                       | Copa de Naciones Femenina de Futsal de la OFC       | Islas Salomón 2024      | Nueva Zelanda      |
|                       | Campeonato de Futsal Juvenil de la OFC              | Nueva Zelanda 2017      | Nueva Zelanda      |
| Fútbol playa          |                                                     |                         |                    |
|                       | Copa de las Naciones de la OFC de Fútbol Playa      | Polinesia Francesa 2024 | Tahití             |
| Otras competiciones   |                                                     |                         |                    |
|                       | Copa Micronesia (extinta)                           | Micronesia 1999         | Micronesia         |
|                       | Copa Melanesia (extinta)                            | Fiyi 2000               | Fiyi               |
|                       | Copa Polinesia (extinta)                            | Polinesia Francesa 2000 | Tahití             |

### Torneos de clubes
|                                   | Torneo                                        | Última edición     | Campeón vigente |
| --------------------------------- | --------------------------------------------- | ------------------ | --------------- |
| Competiciones absolutas de clubes |                                               |                    |                 |
|                                   | Liga de Campeones de la OFC                   | 2025               | Auckland City   |
|                                   | Liga de Campeones Femenina de la OFC          | 2025               | Auckland United |
|                                   | Copa Presidente de la OFC (extinta)           | Nueva Zelanda 2014 | Auckland City   |
|                                   | Campeonato de Clubes de Oceanía (extinto)     | Albany 2006        | Auckland City   |
|                                   | Copa de Ganadores de Copa de la OFC (extinta) | Auckland 1987      | Sydney City     |

## Clasificación mundial de la FIFA
La clasificación mundial de la FIFA del 24 de octubre de 2024 muestra a las siguientes selecciones masculinas de la OFC.
La clasificación mundial de la FIFA del 15 de diciembre de 2023 muestra a las siguientes selecciones femeninas de la OFC.
| Pos. | V | Selección          | Puntos |
| ---- | - | ------------------ | ------ |
| 91º  | 4 | Nueva Zelanda      | 1258   |
| 146º | 4 | Fiyi               | 1051   |
| 147º | 3 | Islas Salomón      | 1050   |
| 155º | 5 | Nueva Caledonia    | 1020   |
| 157º | 5 | Vanuatu            | 1015   |
| 159º | 1 | Tahití             | 1009   |
| 171º | 3 | Papúa Nueva Guinea | 972    |
| 186° | 1 | Samoa              | 890    |
| 189° | 0 | Samoa Americana    | 883    |
| 191º | 0 | Islas Cook         | 877    |

| Pos. | V           | Selección          | Puntos  |
| ---- | ----------- | ------------------ | ------- |
| 22º  | Sin cambios | Nueva Zelanda      | 1743.72 |
| 50°  | 1           | Papúa Nueva Guinea | 1512.43 |
| 71º  | 1           | Fiyi               | 1345.58 |
| 93°  | 1           | Tonga              | 1221.48 |
| 99°  | 2           | Samoa              | 1212.01 |
| 106° | 1           | Nueva Caledonia    | 1194    |
| 109° | 5           | Islas Salomón      | 1173    |
| 112° | 4           | Tahití             | 1160    |
| 113° | 4           | Islas Cook         | 1160    |
| 117º | 5           | Vanuatu            | 1143    |
| 147º | 0           | Samoa Americana    | 1031    |

## Ligas nacionales
| País               | Liga                                 | Campeón actual       | Torneo más reciente |
| ------------------ | ------------------------------------ | -------------------- | ------------------- |
| Fiyi               | Fiyi Premier League                  | Rewa FC              | 2024                |
| Islas Cook         | Primera División                     | Tupapa Maraerenga FC | 2024                |
| Kiribati           | Campeonato Nacional de Fútbol        | Betio Town Council   | 2023                |
| Nueva Caledonia    | Superliga                            | AS Magenta           | 2023                |
| Nueva Zelanda      | New Zealand National League          | Auckland City        | 2024                |
| Papúa Nueva Guinea | City Pharmacy National Soccer League | Hekari United        | 2024                |
| Samoa              | Liga Nacional                        | Vaipuna SC           | 2024                |
| Samoa Americana    | Liga de Fútbol FFAS                  | Pago Youth           | 2024                |
| Tahití             | Ligue 1 Vini                         | AS Pirae             | 2023-24             |
| Tonga              | Primera División                     | Veitongo FC          | 2023                |
| Tuvalu             | TNPF Champions League                | Nauti FC             | 2023                |
| Vanuatu            | VFF Champions League                 | Ifira Black Bird FC  | 2023                |

## Copas nacionales
| País            | Copa                    | Campeón actual        | Torneo más reciente |
| --------------- | ----------------------- | --------------------- | ------------------- |
| Fiyi            | Copa de Fiyi            | Lautoka Football Club | 2024                |
| Islas Cook      | Copa Islas Cook         | Tupapa Maraerenga FC  | 2024                |
| Nueva Caledonia | Copa de Nueva Caledonia | Hienghène Sport       | 2023                |
| Nueva Zelanda   | Copa Chatham            | Wellington Olimpic    | 2024                |
| Samoa           | Copa de Samoa           | Manu-fili             | 2018                |
| Tahití          | Copa de Tahití          | AS Dragon             | 2024                |
| Tuvalu          | Copa NBT                | Haapai                | 2023                |

## Supercopas nacionales
| País          | Supercopa           | Campeón actual     | Torneo más reciente |
| ------------- | ------------------- | ------------------ | ------------------- |
| Fiyi          | Supercopa de Fiyi   | Lautoka            | 2024                |
| Nueva Zelanda | Charity Cup         | Wellington Olympic | 2024                |
| Tahití        | Supercopa de Tahití | AS Pirae           | 2024                |

## Premios otorgados

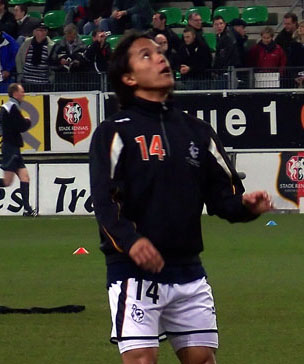
Marama Vahirua, quien ganó el premio al futbolista del año en Oceanía en 2005. Es el único tahitiano que recibió dicha condecoración.

Desde 1988 la confederación entrega a un jugador el premio al mejor futbolista del año de la OFC, el cual es escogido en una votación en la que participan miembros del comité ejecutivo, presidentes, entrenadores y secretarios generales de los 11 países miembros. En 1999 Wynton Rufer fue escogido como el futbolista oceánico del siglo y Mark Bosnich como arquero del siglo de Oceanía. En el año 2008 se agregó la categoría femenina al premio anual.